# 野比大雄的生化危机
《哆啦A梦：大雄的生化危机》是日本人aaa氏用RPG Maker 2000制造的恶搞游戏，2005年12月4日首次公开，将《哆拉A梦》中的人物和《生化危机》的情节进行混搭。由于其情节包括哆啦A梦等人是制造僵尸的元凶的情节，对原著改编过大，引起争议。之后，很快有对原版改编而来的改造版，著名的有125氏改编了《野比大雄的生化危机 无理改造版》（ドラえもん のび太のBIOHAZARD 無駄に改造版），其中大幅度改造了游戏原作的情节，使人物性格更接近原著形象。之後還有不同的改編，包括:《野比大雄的生化危機•G rebirth》,《野比大雄的生化危機•G2》等等。
原作者aaa氏曾于个人主页表示不会制作后续。但之后于2015年9月公开了续作《野比大雄的生化危机2》。

## 外部連結
- ドラえもん のび太のＢＩＯＨＡＺＡＲＤ＠　まとめサイト （页面存档备份，存于）
- ドラえもん のび太のBIOHAZARDとは (ドラエモンノビタノバイオハザードとは) [単語記事] （页面存档备份，存于） Niconico大百科